# Mahira Khan

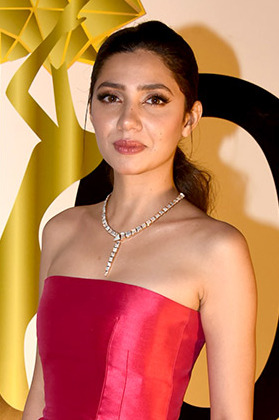
Mahira Khan (2018)

Mahira Hafeez Khan (* 21. Dezember 1982 in Karatschi) ist eine pakistanische Schauspielerin und Filmproduzentin. Sie ist unter anderem bekannt für die Filme Raees, Bin Roye und Superstar.

## Leben
Mahira Khan wurde als Tochter einer Pashtun-Familie in Karatschi geboren. Sie hat einen jüngeren Bruder. Nach Abschluss der O-Level, gleichzusetzen mit dem Realschulabschluss, verließ sie Pakistan und zog nach Los Angeles, wo sie die High School abschloss und anschließend studierte. Seit 2023 ist sie mit Salim Karim verheiratet.

## Karriere
Nachdem sie als Videojockey für verschiedene Fernsehshows gearbeitet hatte, gab Mahira Khan 2011 ihr Schauspieldebüt mit einer Nebenrolle im sozialen Drama Bol. Anschließend spielte sie eine besorgte Ehefrau im  erfolgreichen romantischen Fernsehdrama Humsafar, was ihr eine Lux Style Award als beste Fernsehschauspielerin einbrachte. Khan erlangte größere Anerkennung für die Darstellung einer Reihe unkonventioneller Charaktere in mehreren pakistanischen Fernsehdramen, darunter dem religiösen Drama Shehr-e-Zaat(2012), Sadqay Tumhare (2014) und Bin Roye (2016). Für alle erhielt sie mehrere Auszeichnungen und Nominierungen als beste Schauspielerin.
Ihr erstes Bollywood-Projekt war 2017 der Krimi Raees, der zu den umsatzstärksten indischen Filmen aller Zeiten zählt. Kritikerlob erhielt sie für ihre Darstellung eines Vergewaltigungsopfers im Rachedrama Verna, ebenfalls 2017 und einer aufstrebenden Schauspielerin im Musikdrama Superstar im Jahr 2019. Nach einer kurzen Pause übernahm Mahira Khan im Jahr 2022 Rollen in Quaid-e-Azam Zindabad und The Legend of Maula Jatt, und produzierte die Sport-Webserie Baarwan Khiladi. Neben der Schauspielerei setzt sich Khan für soziale Anliegen wie Frauenrechte und die Flüchtlingskrise ein und äußert sich lautstark zu Themen wie Kindesmissbrauch und Vergewaltigungen. Sie arbeitet seit 2019 mit UNICEF zusammen und wurde 2019 zur nationalen und globalen UNICEF-Sonderbotschafterin für afghanische Flüchtlinge in Pakistan ernannt.